# Beauty and the Beast (série télévisée)
Pour les articles homonymes, voir Beauty and the Beast.
Beauty and the Beast est une série télévisée américaine en 70 épisodes de 42 minutes créée par Jennifer Levin et Sherri Cooper, diffusée simultanément entre le 11 octobre 2012 et le 15 septembre 2016 sur The CW aux États-Unis et au Canada, sur la chaîne Showcase.
Il s'agit d'un remake, introduisant une variation axée davantage sur l'action plutôt que sur le romantisme inhérent de la série télévisée de 1987 diffusée sur CBS, avec Linda Hamilton et Ron Perlman.
En France, la série est diffusée depuis le 22 décembre 2013 sur W9 ainsi que dès le 5 août 2015 sur M6. Au Québec, depuis le 10 février 2014 sur Ztélé. En Belgique, elle doit être diffusée cette saison 2014-15 sur Plug RTL. Néanmoins, elle reste encore inédite dans les autres pays francophones.

## Synopsis
Quand la détective Catherine Chandler était adolescente, elle a été témoin de l'assassinat de sa mère par deux hommes armés. Catherine aurait pu être tuée aussi, mais une mystérieuse bête l'a sauvée. Personne ne l'a jamais crue, mais elle sait que ce n'était pas un animal qui a attaqué les assassins, mais bien un être humain.
Les années ont passé ; Catherine est devenue agent de police travaillant aux côtés de sa partenaire Tess Vargas, tout aussi talentueuse, et vit en colocation avec Heather, sa sœur. En enquêtant sur un assassinat, Catherine découvre un indice qui la conduit à un ancien médecin du nom de Vincent Keller, qui aurait été tué par des tirs ennemis tout en servant en Afghanistan en 2002. Catherine apprend que Vincent est en fait toujours vivant et que c'est lui qui l'a sauvée de nombreuses années auparavant. Vincent a été forcé à vivre en dehors de la société traditionnelle pendant les 9 dernières années pour garder son secret : quand il est furieux, il devient une bête terrifiante, incapable de maîtriser sa force surhumaine et ses sens surdéveloppés.
Catherine s'engage à protéger son identité en échange de n'importe quelle précision qu'il pourrait avoir sur l'assassinat de sa mère. Ainsi commence une relation complexe entre Catherine et Vincent, qui sont fortement attirés l'un par l'autre, mais sans comprendre que leur connexion est extrêmement dangereuse pour chacun...

## Distribution

### Acteurs principaux
- Kristin Kreuk (VF : Laura Blanc) : Catherine « Cat » Chandler-Keller
- Jay Ryan (VF : Axel Kiener) : Vincent Keller
- Nina Lisandrello (en) (VF : Sophie Riffont) : Tess Vargas
- Austin Basis (en) (VF : Taric Mehani) : J.T. Forbes
- Sendhil Ramamurthy (VF : Stéphane Fourreau) : Gabriel « Gabe » Lowen (saisons 1 et 2)
- Brian J. White (VF : Namakan Koné) : Joe Bishop (saison 1)
- Max Brown (VF : Stéphane Pouplard) : Evan Marks (saison 1 - invité saison 4)
- Amber Skye Noyes (VF : Adeline Moreau) : Tori Windsor[8] (saison 2)
- Nicole Anderson (VF : Adeline Chetail) : Heather Chandler (récurrente saisons 1 et 2, principale saisons 3 et 4)
- Michael Roark (simple) (VF : Juan Llorca) : Kyle Johnson (saison 4)

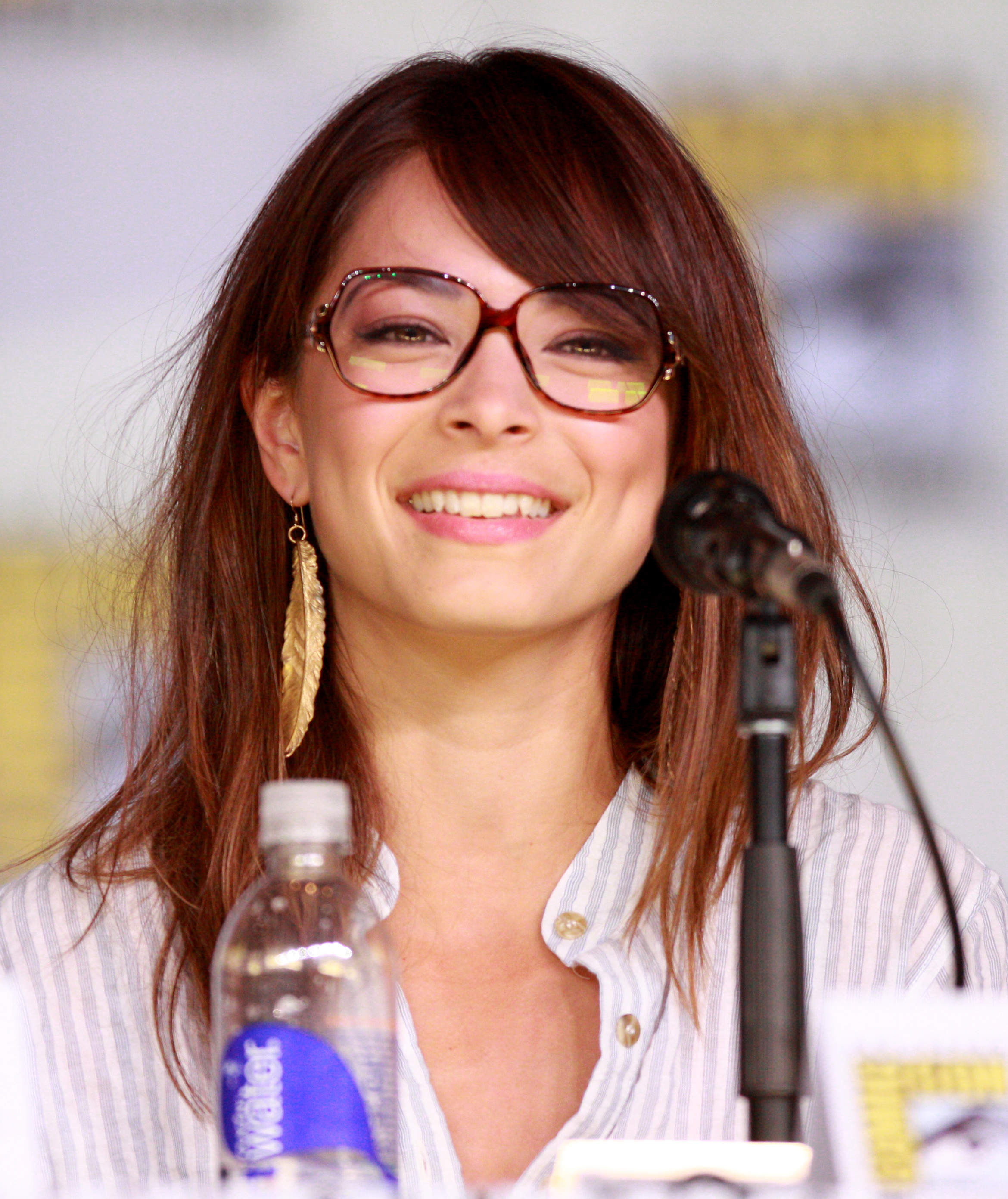
Kristin Kreuk interprète Catherine Chandler
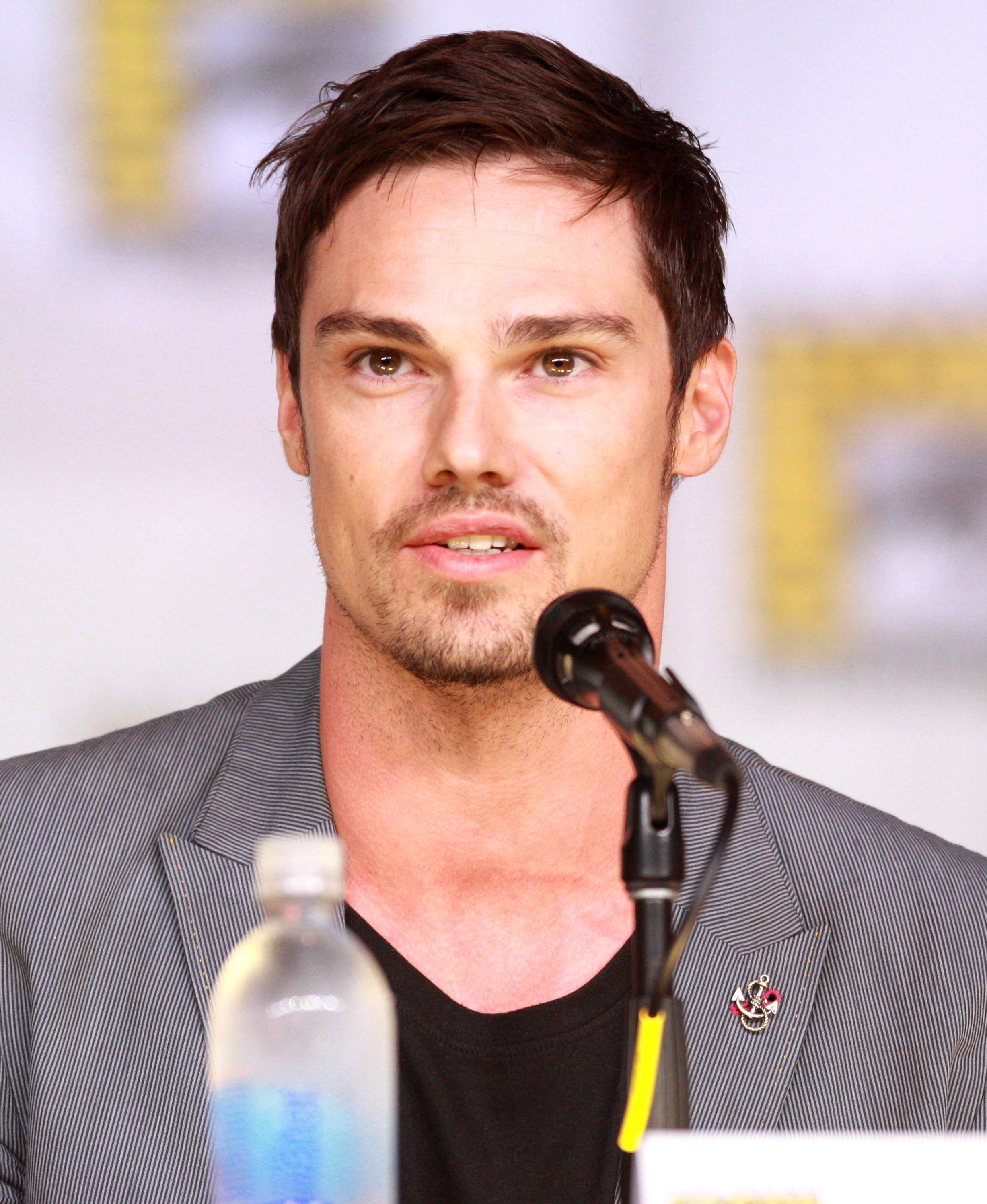
Jay Ryan interprète Vincent Keller
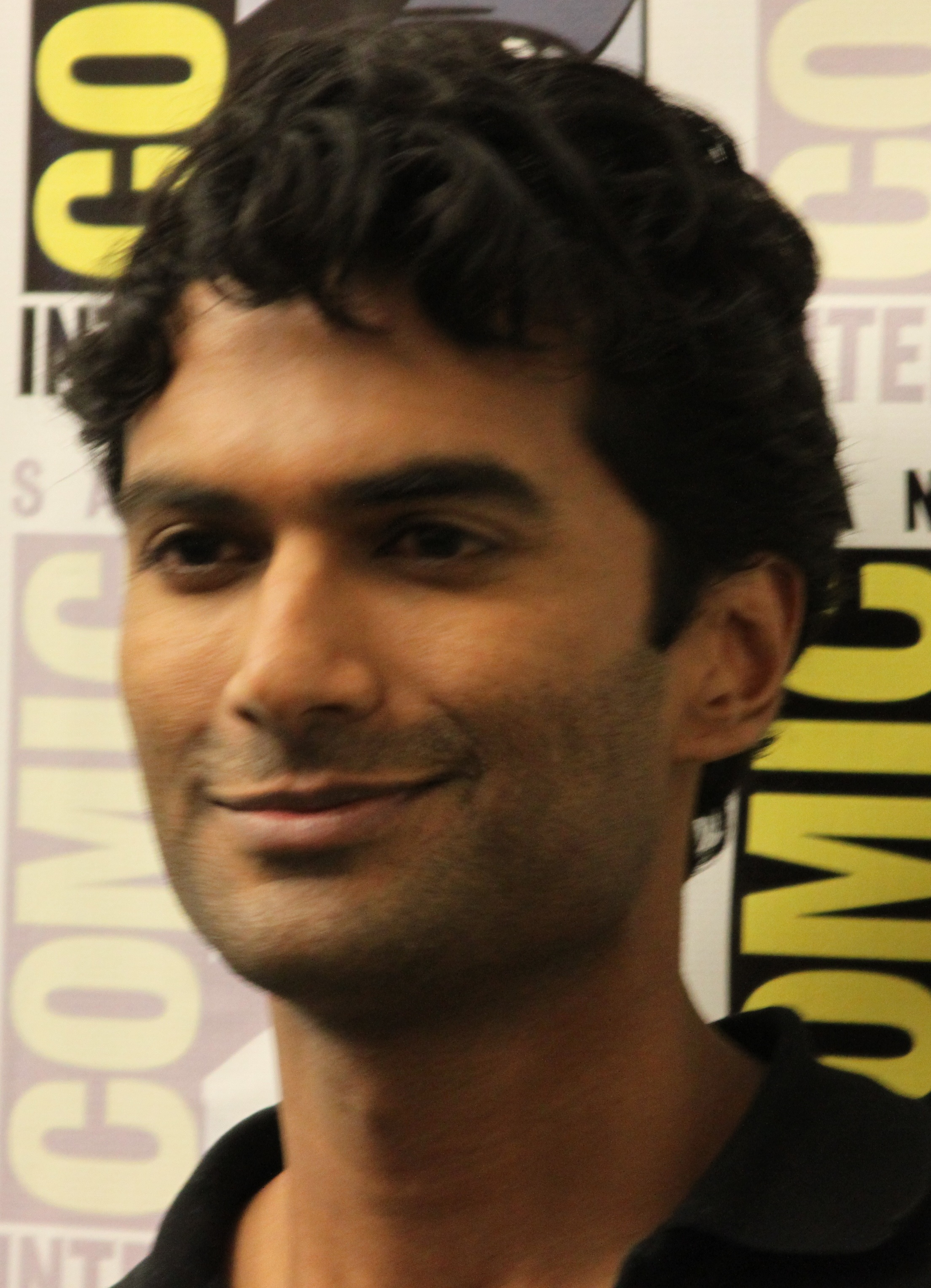
Sendhil Ramamurthy interprète Gabe Lowen
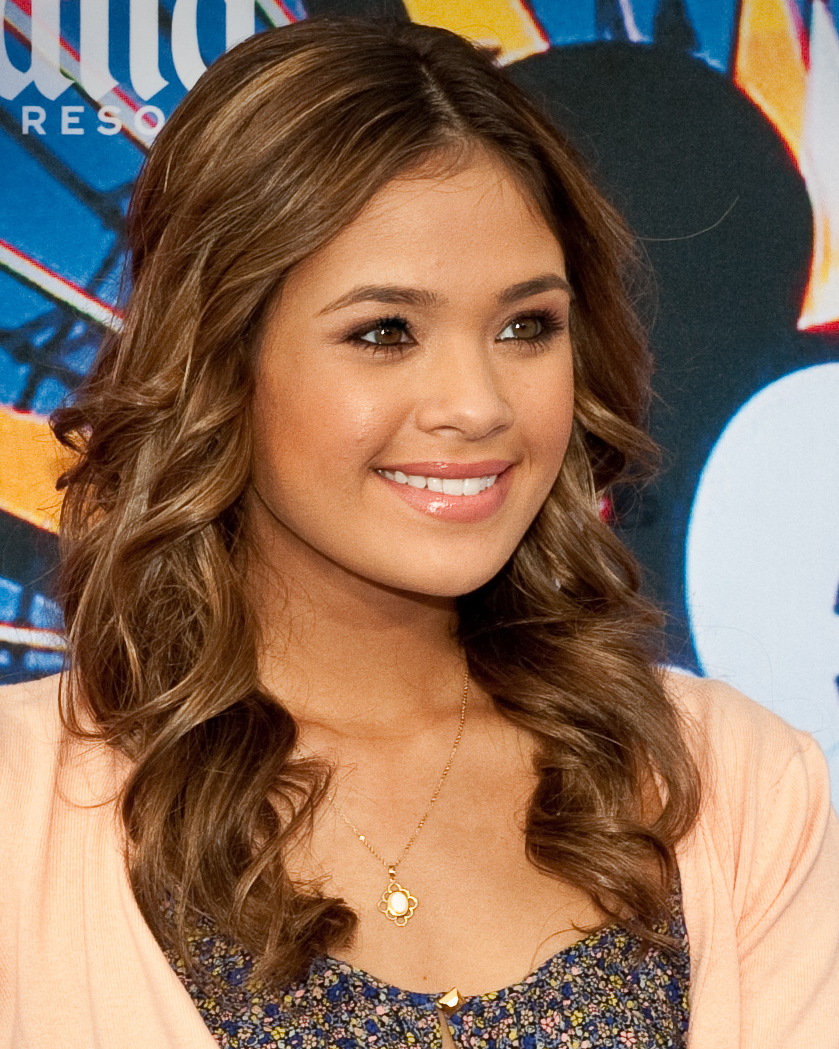
Nicole Anderson interprète Heather Chandler

### Acteurs récurrents
- Rob Stewart (VF : Laurent Larcher) : Thomas Chandler, père de Catherine et Heather (saison 1)
- Khaira Ledeyo (VF : Catherine Artigala) : Dr Vanessa Chandler
- William deVry (en) (VF : Laurent Mantel) : Dr Sorenson (saison 1)
- Ted Whittall (en) (VF : Tony Joudrier) : Agent Bob Reynolds (invité saisons 1 et 4, récurrent saison 2)
- Elisabeth Röhm (VF : Anne Dolan) : Dana Landon, agent spécial du FBI (saison 2)
- Tom Everett Scott (VF : Damien Boisseau) : Sam Landon (saison 2)

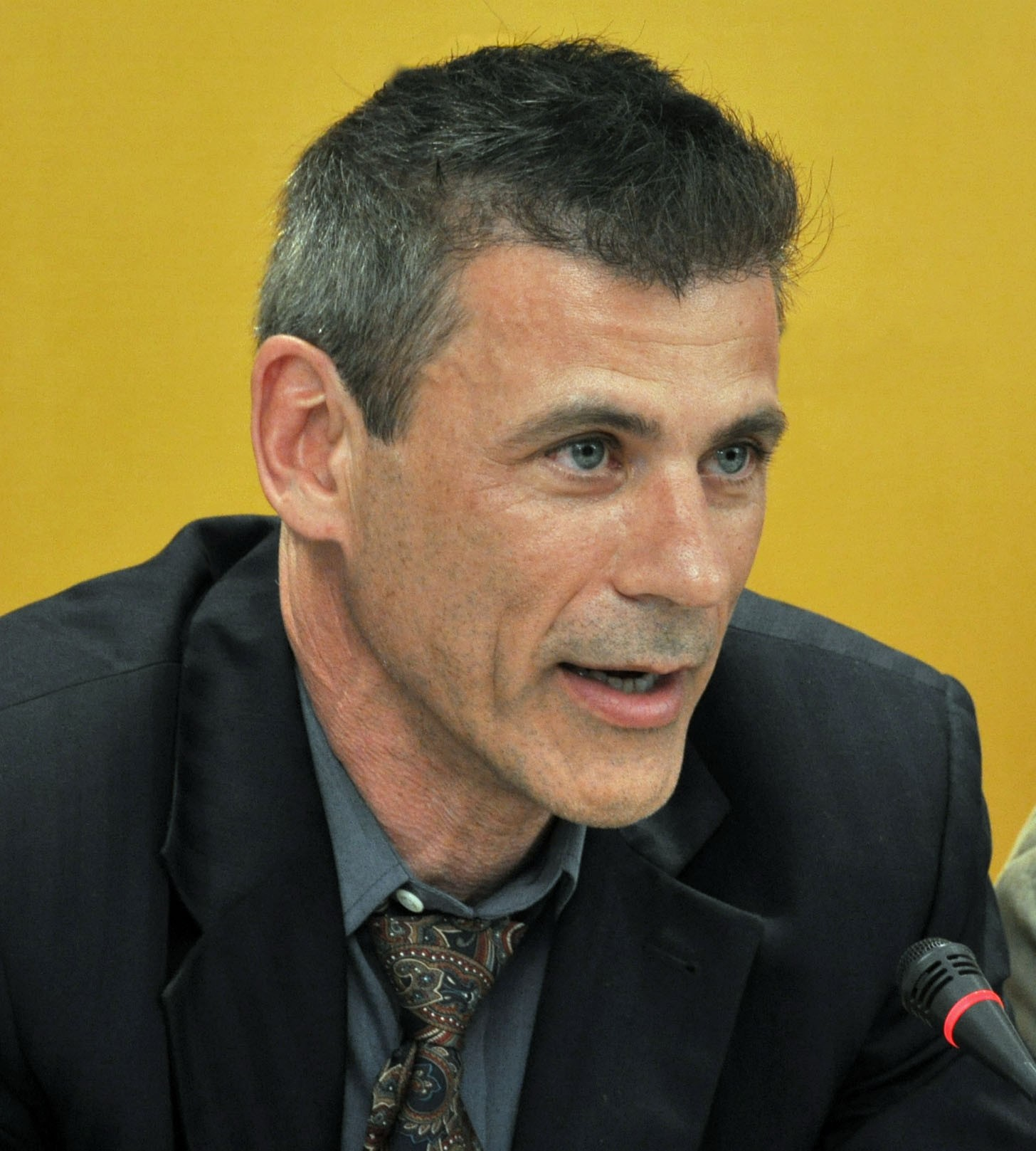
Rob Stewart interprète Thomas Chandler
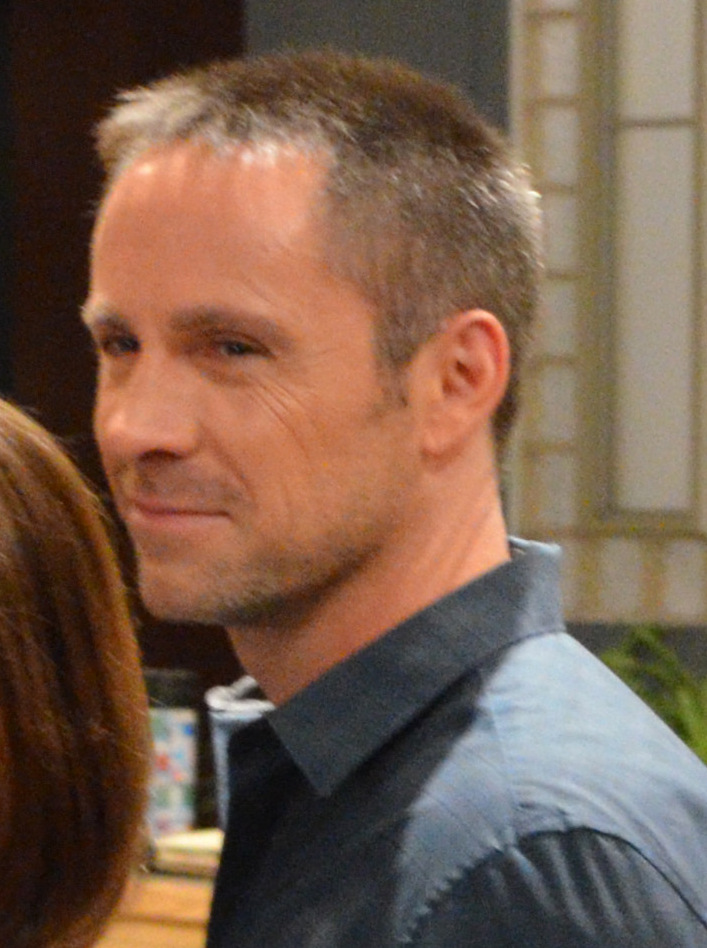
William deVry interprète Dr Sorenson
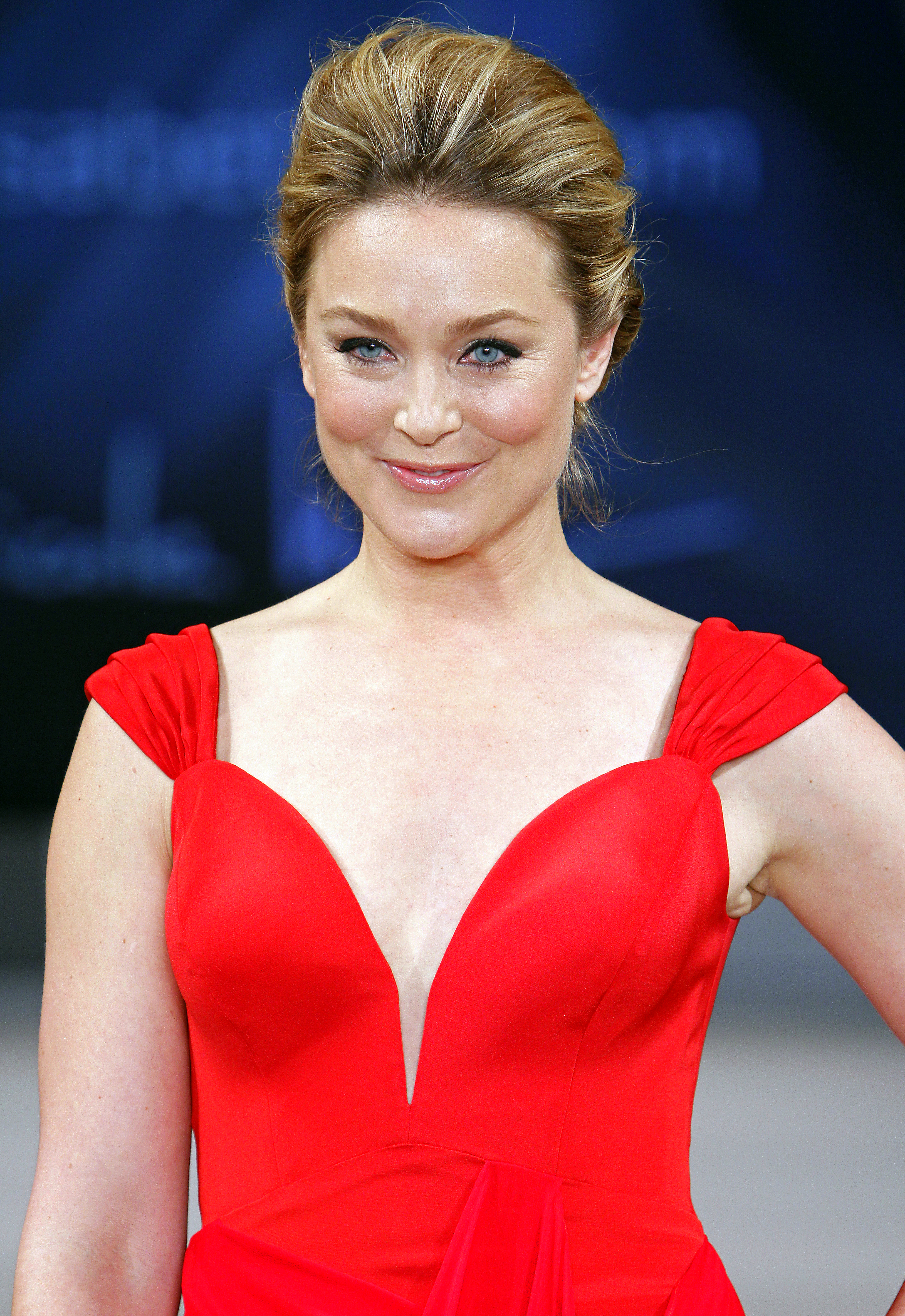
Elisabeth Röhm interprète Dana Landon
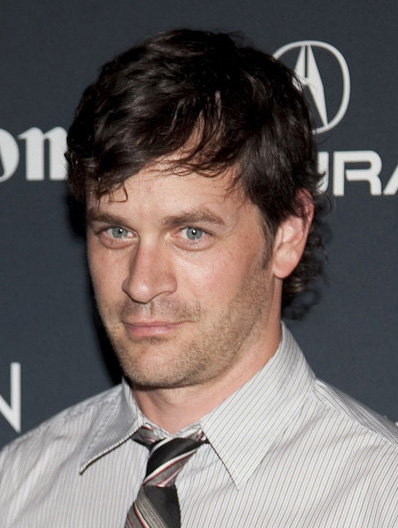
Tom Everett Scott interprète Sam Landon

Version française
- Société de doublage : East-West Production[9],[10] (saison 1)  - Mediadub International[9],[10] (saisons 2 à 4)
- Direction artistique : Blanche Ravalec[9],[10]
- Adaptation des dialogues : Carsten Toti[10]

 Source et légende : version française (VF) sur RS Doublage et Doublage Séries Database

## Production

### Développement
Le projet a été proposé en septembre 2011 et un pilote a été commandé le 18 janvier 2012 par la CW.
Le 11 mai 2012, une saison de treize épisodes a été commandée par la CW et lui a assigné six jours plus tard la case horaire du jeudi à 21 h, juste après la série Vampire Diaries.
Le 9 novembre 2012, The CW a commandé une saison complète de 22 épisodes.
Le 26 avril 2013, The CW commande une deuxième saison de la série,.
Le 8 mai 2014, la série est renouvelée pour une troisième saison, composée de treize épisodes.
Le 13 février 2015, la série est renouvelée pour une quatrième saison, qui sera la dernière.
Le 13 octobre 2015, à la conclusion du tournage de la quatrième saison, la série est annulée.

### Casting
Les rôles ont été attribués dans cet ordre : Kristin Kreuk, Austin Basis, Nina Lisandrello, Nicole Anderson, Jay Ryan, Max Brown et Brian J. White.
Au mois de décembre 2012, Sendhil Ramamurthy a obtenu un rôle récurrent qui est devenu régulier un mois plus tard.

### Fiche technique
- Titre original et français : Beauty and the Beast
- Création : Jennifer Levin et Sherri Cooper
- Réalisation : Gary Fleder
- Scénario : Jennifer Levin et Sherri Cooper
- Direction artistique :
- Décors :
- Costumes :
- Photographie :
- Montage :
- Effets visuels :
- Musique :
- Production :
  - Production exécutive : Jennifer Levin, Sherri Cooper, Ron Koslow, Bill Haber, Paul Junger Witt, C. Anthony Thomas, Brian Peterson et Kelly Souders[29]
- Sociétés de production : CBS Television Studios
- Sociétés de distribution : The CW Television Network (États-Unis)
- Pays d'origine :  États-Unis
- Langue originale : anglais
- Format : couleur
- Genre : dramatique, fantastique et policière
- Durée : 42 minutes

 Sauf indication contraire, les informations mentionnées dans cette section peuvent être confirmées par la base de données cinématographiques IMDb,  présente dans la section « Liens externes ».

## Diffusion internationale
En version originale
- -  États-Unis /  Canada : 11 octobre 2012 sur The CW / Showcase[30]
  -  Royaume-Uni : indéterminée

En version française
- -  France : 22 décembre 2013 sur W9[4]
  -  Québec : 10 février 2014 sur Ztélé[6]

## Épisodes
| Saisons | Nombre d'épisodes | Diffusion originale sur The CW | Diffusion originale sur The CW | Diffusion originale sur The CW | Diffusion originale sur The CW |
| Saisons | Nombre d'épisodes | Années                         | Début de saison                | Fin de saison                  | Audience moyenne (en millions) |
| ------- | ----------------- | ------------------------------ | ------------------------------ | ------------------------------ | ------------------------------ |
| 1       | 22                | 2012-2013                      | 11 octobre 2012                | 16 mai 2013                    | 1,61                           |
| 2       | 22                | 2013-2014                      | 7 octobre 2013                 | 7 juillet 2014                 | 0,80                           |
| 3       | 13                | 2014-2015                      | 11 juin 2015                   | 3 septembre 2015               | 0,87                           |
| 4       | 13                | 2015-2016                      | 2 juin 2016                    | 15 septembre 2016              | 0,73                           |

### Première saison (2012-2013)
1. La Créature de l'ombre (Pilot)
2. Le Lac des cygnes (Proceed with Caution)
3. Les Règles du jeu (All In)
4. En eaux troubles (Basic Instinct)
5. Le Retour de Saturne (Saturn Returns)
6. L'Art et la Manière (Worth)
7. Incontrôlable (Out of Control)
8. Les Racines du mal (Trapped)
9. Demoiselle d'honneur (Bridesmaid Up!)
10. Entre deux feux (Seeing Red)
11. La Traque (On Thin Ice)
12. Le Chalet (Cold Turkey)
13. Le cœur a ses raisons (Trust No One)
14. Le Dîner (Tough Love)
15. Un témoin gênant (Any Means Possible)
16. Les Amants maudits (Insatiable)
17. Haute trahison (Partners in Crime)
18. La Valse des adieux (Heart of Darkness)
19. Le Verger (Playing with Fire)
20. Commémoration (Anniversary)
21. Faux espoirs (Date Night)
22. Dans la gueule du loup (Never Turn Back)

### Deuxième saison (2013-2014)
Elle a été diffusée à partir du 7 octobre 2013.
1. Qui suis-je ? (Who Am I?)
2. Kidnapping (Kidnapped)
3. L'Art du mensonge (Liar, Liar)
4. L'Enfer des flammes (Hothead)
5. Frères d'armes (Reunion)
6. Les Liens du sang (Father Knows Best)
7. Marché de dupes (Guess Who's Coming to Dinner?)
8. L'Heure de vérité (Man or Beast?)
9. Bas les masques (Don't Die On Me)
10. L’Émeraude (Ancestors)
11. Prise d'otages (Held Hostage)
12. Le Sérum (Recipe for Disaster)
13. La Confusion des sentiments (Till Death)
14. En quarantaine (Redemption)
15. Insaisissable (Catch Me If You Can)
16. Des hommes d'influence (About Last Night)
17. Les Chemins de la liberté (Beast Is The New Black)
18. Le Chat et la souris (Cat and Mouse)
19. Cendrillon (Cold Case)
20. La Parenthèse (Ever After)
21. La Rage au ventre (Operation Fake Date)
22. La Ligne rouge (Déjà Vu)

### Troisième saison (2015)
Elle a été diffusée à partir du 11 juin 2015.
1. Panique à Wallstreet (Beast of Wallstreet)
2. Haute tension (Primal Fear)
3. Coup double (Bob & Carol, Vin & Cat)
4. Les Graines de la discorde (Heart of the Matter)
5. Bonnie and Clyde (Most Dangerous)
6. Patient zéro (Chasing Ghosts)
7. Mariage express (Both Sides Now)
8. Liam (Shotgun Wedding)
9. Destins croisés (Can't Be Our Problem Any More)
10. Le Dernier des Mohicans (Patient X)
11. Imposture (Unbreakable)
12. Éloge funèbre (Sins of the Fathers)
13. Jusqu'à ce que la mort nous sépare (Destined)

Source des titres FR

### Quatrième saison (2016)
Cette dernière saison de treize épisodes a été diffusée du 2 juin au 15 septembre 2016.
1. Lune de fiel (Monsieur et Madame Bête)
2. Chacun son secret (Beast Interrupted)
3. Free fight (Down for the Count)
4. Deux voiliers dans la nuit (Something's Gotta Give)
5. Black out (It's a Wonderful Beast)
6. En cavale (Beast of Times, Worst of Times)
7. Point de non-retour (Point of No Return)
8. Du côté obscur (Love is a Battlefield)
9. La Trêve (The Getaway)
10. Hors-la-loi (Means to an End)
11. Muirfield 3.0 (Meet The New Beast)
12. Le Dernier Combat (No Way Out)
13. Ce n'est qu'un au revoir (Au Revoir)

Source des titres FR

## Accueil

### Critiques
Beauty and the Beast a reçu des critiques négatives de la part des critiques. Rotten Tomatoes, un site d'agrégateur d'avis, a obtenu une note d'approbation de 21 %, avec une note moyenne de 3,4⁄10 basée sur 33 évaluations pour la première saison. Selon le consensus du site Web, « Une série fantastique fantastique, Beauty and the Beast souffre de prémisses idiotes, d'écriture médiocre et de caractérisations fades ». La série a reçu un score de 33⁄100 sur Metacritic, indiquant généralement des critiques "défavorable" basé sur 19 avis.

### Audiences

#### Aux États-Unis
La série a connu un bon démarrage, grâce au premier épisode de la quatrième saison de Vampire Diaries qui a été diffusée juste avant l'épisode pilote de la série. Le premier épisode a réalisé 2,78 millions de téléspectateurs et un taux de 1,2 % sur les 18-49 ans.
Déplacée au lundi soir pour la deuxième saison, les audiences ont fléchi, passant sous la barre du million. Elle a été retirée de l'horaire à la mi-mars après seize épisodes et diffusera ses épisodes restants au cours de l'été.

#### Dans les pays francophones
En France, la première saison a réalisé en moyenne 796 000 téléspectateurs et un taux de 3,6 % de part d’audience auprès de l’ensemble du public pour son démarrage, ce qui représente un très bon score pour W9. Mais un an plus tard, lors de la diffusion de la saison 2 l'audience ne convainc pas la chaîne.

## Distinctions

### Récompenses
- 39e cérémonie des People's Choice Awards :
  - Meilleure nouvelle série dramatique
- 40e cérémonie des People's Choice Awards :
  - Meilleure série fantastique ou de science-fiction
  - Meilleure actrice dans une série fantastique ou de science-fiction pour Kristin Kreuk
- 41e cérémonie des People's Choice Awards :
  - Meilleure série fantastique ou de science-fiction
  - Meilleure actrice dans une série fantastique ou de science-fiction pour Kristin Kreuk
- 42e cérémonie des People's Choice Awards :
  - Meilleure série fantastique ou de science-fiction

### Nominations
- Golden Remote Award :
  - Nouveau spectacle d'automne pour lequel vous êtes le plus excité
- 15e cérémonie des Teen Choice Awards :
  - Meilleure série de fantastique ou de science-fiction
  - Meilleure actrice dans une série fantastique ou de science-fiction pour Kristin Kreuk
- 39e cérémonie des Saturn Awards :
  - Meilleure série orientée pour la jeunesse
- ASC Awards :
  - Meilleure réalisations exceptionnelles en matière de cinématographie dans une série télévisée épisodique d'une heure pour Le Dîner (Tough Love)
- Leo Awards :
  - Meilleure réalisation dans une série dramatique
- 16e cérémonie des Teen Choice Awards :
  - Meilleure actrice dans une série fantastique ou de science-fiction pour Kristin Kreuk
- Guilde canadienne des réalisateurs :
  - Meilleur réalisateur dans une série dramatique pour Rick Rosenthal dans l'épisode Haute trahison (Partners in Crime)
- CSC Awards :
  - Meilleure cinématographie dans une série télévisée
- 3e cérémonie des prix Écrans canadiens :
  - Meilleur décor ou direction artistique dans une série de science-fiction
- DGC Awards :
  - Meilleure conception de la production dans une série dramatique
- 4e cérémonie des prix Écrans canadiens :
  - Meilleur effets visuels
  - Meilleur réalisation en effets visuels
- Canadian Society of Cinematographers :
  - Meilleure réalisations exceptionnelles en matière de cinématographie dans une série télévisée épisodique d'une heure pour Lune de fiel (Monsieur et Madame Bête)

## Commentaires
Au mois de septembre 2011, deux projets Beauty and the Beast ont été développés en parallèle. Le pilote pour le réseau ABC était réalisé par Jonathan E. Steinberg (en) et mettait en vedette Ruth Bradley (Grace, la belle), Darius Campbell (Shiro, la bête), Christopher Egan (Garrick), F. Murray Abraham (Cyril), Meegan Warner (Elizabeth, sœur de Grace), Karen LeBlanc (Ehren), Alan Dale (Emperor Dorian, père de Grace) et Wendy Crewson (Mara). Le pilote n'a pas été retenu par ABC.